# Акользин, Павел Сергеевич
Павел Сергеевич Акользин (род. 25 ноября 1990[…], Москва) — российский, казахстанский хоккеист нападающий. Мастер спорта России (2025).

## Карьера
Воспитанник московской хоккейной школы «Русь». С 2007 года играл в одной из низших лиг в составе «Спартак-2». За два сезона провёл 115 игр, забросив 35 шайб и сделав 34 результативных передачи.
С 2009 года выступал в чемпионате Казахстана с составе атырауской команды. Дважды становится чемпионом (2010/11, 2011/12) и дважды (2009/10, 2012/2013) — серебряным призёром чемпионата. За «Бейбарыс» провёл за 5 сезонов 219 игр, набрав 47+46 очков.
Следующие два сезона провёл в составе «Бурана» провёл в ВХЛ — 80 игр, набрав 12+13 очков.
Вернувшись в Казахстан, выступал за кокшетауский клуб «Арлан».
В 2017 году дебютировал в КХЛ за «Барыс». За четыре сезона провёл 223 игры, набрав 19+21 очко.
С 2021 года стал выступать за магнитогорский «Металлург».
Привлекается в сборную Казахстана. Провёл в сборной 40 игр, забив 6 шайб при 6 результативных передачах. В апреле 2023 года появилась информация, что Акользин и ещё три хоккеиста отказались от казахского паспорта в пользу российского.
В апреле 2024 года в составе «Металлурга» стал обладателем Кубка Гагарина.
23 декабря 2024 года был обменян в СКА на Борну Рендулича. 25 июля 2025 года покинул клуб.

## Достижения
- Обладатель Кубка Гагарина (2024)[7]